# Tinna Gunnlaugsdóttir
Tinna Gunnlaugsdóttir (* 18. Juni 1954 auf Island) ist eine isländische Schauspielerin.

## Leben
Tinna Gunnlaugsdóttir ist die jüngere Schwester des isländischen Filmemachers Hrafn Gunnlaugsson. Ihr Debüt als Schauspielerin gab sie 1981 in dem Film Die Gisli Saga. Im Jahr 1984 war sie in der Verfilmung des Buches Atomstation als Darstellerin zu sehen. Im Film Der Schatten des Raben, bei welchen ihr Bruder Regie führte, spielte sie die Hauptrolle Isold. Für diese Rolle wurde sie bei den Europäischen Filmpreis 1988 als beste Darstellerin nominiert. Die Auszeichnung in dieser Kategorie erhielt schlussendlich Carmen Maura für ihre Rolle in dem Film Frauen am Rande des Nervenzusammenbruchs. In dem 1991 erschienenen Film Children of Nature – Eine Reise übernahm sie eine Rolle und der Film wurde für die Oscars 1992 nominiert.
In dem 1999 veröffentlichten Film Das gute Fräulein übernahm Tinna Gunnlaugsdóttir die Hauptrolle Þuríður und erhielt in der Folge für ihre Rolle eine Nominierung bei den erstmals verliehen Edda Awards als beste Darstellerin und am 15. November 1999 wurde sie mit diesen Preis ausgezeichnet. Bei dem Filmfestival Kinotawr im Jahr 2000 wurde sie für ihre Rolle in Das gute Fräulein als beste Darstellerin ausgezeichnet. Diese Auszeichnung teilte sie sich mit Iva Janžurová, welche für ihre Rolle in dem Film Ene bene ausgezeichnet wurde. Nach mehreren Jahren ohne schauspielerischen Engagement übernahm sie in den isländischen Serien Næturvaktin (2007) und Lava (2014) kleinere Rollen. Zwischen 2005 und 2015 war sie als Artistic Director am Isländischen Nationaltheater tätig.

## Filmographie
- 1981: Die Gisli Saga
- 1982: Með allt á hreinu
- 1984: Atomstation
- 1985: Hvítir mávar
- 1988: Der Schatten des Raben
- 1991: Children of Nature – Eine Reise
- 1992: Svo á jörðu sem á himni
- 1992: Der Männerchor
- 1995: Ein stór fjölskylda
- 1995: Einkalíf
- 1999: Das gute Fräulein
- 2007: Næturvaktin (4 Folgen)
- 2009: Réttur (1 Folge)
- 2009: Marteinn
- 2014: Lava (4 Folgen)